# Super Mario Advance
Bei Super Mario Advance handelt es sich um eine vierteilige Reihe von Super-Mario-Spielen, die in überarbeiteter Form von 2001 bis 2003 für die tragbare Konsole Game Boy Advance (GBA) herausgegeben wurde. Bei den überarbeiteten Spielen handelt es sich um Super Mario Bros. 2, Super Mario World, Super Mario World 2: Yoshi’s Island sowie Super Mario Bros. 3. Die Spiele, die ursprünglich von 1988 bis 1995 für das Nintendo Entertainment System (NES) beziehungsweise das Super Nintendo Entertainment System (SNES) erschienen waren, wurden einerseits sowohl grafisch wie auch akustisch an das Niveau der Konsole angepasst, andererseits auch inhaltlich verbessert. Ferner können alle Spiele speichern. Neben dem eigentlichen Spiel enthalten die Module auch eine neue Version vom Arcade-Klassiker Mario Bros., welche via Link-Kabel mit bis zu vier Spielern gespielt werden kann. Gemeinsam verkauften sich die vier Spiele 19,06 Millionen Mal.

## Super Mario Advance

### Handlung und Spielprinzip
- → Hauptartikel: „Handlung“ im Artikel Super Mario Bros. 2
- → Hauptartikel: „Spielbeschreibung“ im Artikel Super Mario Bros. 2

Im Vergleich mit dem Originalspiel Super Mario Bros. 2 fällt auf, dass zahlreiche Detailänderungen vorgenommen wurden. Wesentliche Änderungen, wie neue Levels, gibt es nicht. So gibt es beispielsweise neue Items und Gegner sowie Abkürzungen. Eine weitere erwähnenswerte Neuerung ist, dass Charaktere – Protagonisten und Bossgegner – nun sprechen. Außerdem wurde ein Minispiel hinzugefügt, in welchem man Yoshi spielen kann.

### Kritik
Als das Spiel erschien, entsprach es nicht den damaligen Erwartungen der Spieler. Zur Zeit, als der Game Boy Advance veröffentlicht wurde, erschien jede Nintendo-Konsole, ausgenommen der nicht erfolgreiche Virtual Boy, mit einem neuen Mario-Spiel als Starttitel. Die jeweiligen Mario-Titel übten großen Einfluss auf die Zukunft der Konsolen, auf denen sie erschienen, aus. Spieler erwarteten auch unter dem Titel Super Mario Advance, das ebenfalls ein Starttitel war, ein komplett neues Mario-Spiel. Warum Nintendo sich für eine Neuauflage anstelle eines komplett neuen Spiels entschied, ist nicht bekannt.
Der IGN-Reporter Marc Nix äußerte sich überwiegend positiv zu dieser Neuauflage von Super Mario Bros. 2. Auch die Spielgrafiken lobte er. Weniger positiv schrieb er über die Ergänzungen im Spiel, da diese im Prinzip nutzlos seien, insbesondere das neu hinzugefügte Yoshi-Minispiel. Er halte es für schade, dass der Spieler keine Belohnung bei diesem Minispiel erhält und Yoshi außerhalb dessen nicht spielbar ist.
Die digitalisierten Stimmen im Spiel beurteilte Nix als nervig, obgleich sie scharf und klar zu hören seien. Insbesondere die schrillen Laute der Spielfigur Toad kritisierte er. Enttäuscht gab er sich darüber, dass Nintendo zu den prinzipiell nur drei Spielmelodien keine neuen hinzufügte und die bestehenden kaum neu arrangierte. Zwar werden die vorhandenen Melodien gut wiedergegeben und prinzipiell keine neuen benötigt, nach einiger Zeit aber würden die sich wiederholenden Melodien nerven.
Trotz der negativen Beurteilungen empfiehlt Nix die Neuauflage. Er hielt sie auch für notwendig, da das letzte Remake von Super Mario Bros. 2 mit Super Mario All-Stars acht Jahre zurücklag.
Super Mario Advance wurde 5,5 Millionen Mal verkauft, davon etwa 900.000 Mal in Japan, 3,2 Millionen Mal in Amerika und 1,4 Millionen Mal in Europa. Somit ist es das meistverkaufte Jump-’n’-Run-Spiel für den Game Boy Advance.

## Super Mario World: Super Mario Advance 2

### Handlung und Spielprinzip
- → Hauptartikel: „Handlung“ im Artikel Super Mario World
- → Hauptartikel: „Spielmechanik“ im Artikel Super Mario World

Ergänzt wurde die Spielfigur Luigi, Marios Bruder. Luigis Aussehen und Fähigkeiten wurden dabei komplett von Super Mario Advance übernommen. Im Unterschied zu Mario kann er weiter und höher springen. Seine Stimme wurde genau wie die Marios Super Mario Advance entnommen. Das Spiel speichert sämtliche Fortschritte und auch, welche Spielfigur welchen Level gemeistert hat und wie viele Sternenmünzen eingesammelt wurden. Ferner wurde der Schwierigkeitsgrad reduziert: Die Spielfigur schrumpft nun nicht mehr, wenn sie in Gestalt eines Cape-Mario oder Feuer-Mario getroffen wird.

### Kritik
Der IGN-Reporter Craig Harris äußerte, die Neuauflage von Super Mario World spiele sich exakt so wie das Original, außerdem in Hinsicht auf Grafik, Ton und die Nutzung von Hardwarestärken. Insofern erfreute ihn das Spiel, das seiner Meinung nach den besten 2D-Mario-Plattformer darstellt. Enttäuscht hingegen gab er sich, dass zu der Zeit zur Veröffentlichung von Super Mario Advance 2 immer noch kein grundlegend neues Super-Mario-Spiel auf dem Markt war und, dass die Bosskämpfe zu einfach seien. Daneben störte ihn, dass Nintendo als Beilage erneut ein Mehrspieler-Mario-Bros. anbot.
Zur Präsentation des Spiels schrieb Harris: „It's a near perfect port of the Super NES version, but don't go expecting anything new.“ („Es handelt sich um eine fast perfekte Portierung der SNES-Version, aber erwarte nichts Neues.“). Die Grafiken seien, da sie denen der SNES-Version absolut glichen, unter dem Niveau des Game Boy Advance. Gleiches gelte für die musikalische Untermalung. Insgesamt verlieh er dem Spiel 9,3 von 10 Punkten.
Die Internetseite IGN listete Super Mario World: Super Mario Advance 2 auf Platz 17 der 25 besten Game-Boy-Advance-Spiele.
Super Mario World: Super Mario Advance 2 ging weltweit circa 5,5 Millionen Mal über die Ladentheke, davon knapp 1 Million Mal in Japan, 3,3 Millionen Mal in Amerika und 1,2 Millionen Mal in Europa. Damit ist es das zweitbestverkaufte Jump-’n’-Run-Spiel für den Game Boy Advance.

## Yoshi’s Island: Super Mario Advance 3

### Handlung und Spielprinzip
- → Hauptartikel: „Handlung“ im Artikel Super Mario World 2: Yoshi’s Island
- → Hauptartikel: „Spielmechanik“ im Artikel Super Mario World 2: Yoshi’s Island

Wie auch die anderen Spiele der Super-Mario-Advance-Reihe hält sich auch dieses sehr stark an das Originalspiel. Die Grafik kann dank der Hardware des Game Boy Advance genau reproduziert werden. Inhaltlich erhielt das Spiel einen neuen Level, den der Spieler aber erst freischalten muss, indem er alle Level besteht und sämtliche versteckten Gegenstände einsammelt. In der Neuauflage macht die Spielfigur Yoshi auch Geräusche. Weil das Bild der Neuauflage genauso viele Pixel wie das Originalspiel enthält, der Bildschirm der tragbaren Konsole aber kleiner ist, kann nicht das ganze Bild auf einmal angezeigt werden. Daher verwendeten die Portierungsentwickler das Scrolling-Prinzip.

### Kritik
Auch Super Mario World 2 hält Craig Harris für einen der besten Plattformer und stuft die Neuauflage daher als besten Plattformer für den Game Boy Advance ein. Insgesamt hält er sie für das beste Spiel der Reihe von Neuauflagen und stuft es mit 9,4 von 10 Punkten ein. Die Grafik komme, obwohl zum Veröffentlichungszeitpunkt bereits fast zehn Jahre veraltet, auf dem kleinen Bildschirm sehr gut zur Geltung. Yoshis Stimme werde von den Lautsprechern gut gehandhabt. An manchen Stellen des Spiels fielen Harris Einbrüche der Bildrate auf an Stellen, die sehr viel Rechenleistung erfordern, und ein sehr effektlastiger Moment des Spiels sei im Vergleich zur SNES-Version sehr schlecht umgesetzt worden. Auch das Bildschirmscrollen sei teils nicht frei von Fehlern, sodass es manchmal Ecken gibt, die man nicht sehen kann. Harris zeigte Unverständnis, warum Nintendo das Mario-Bros.-Multiplayer-Spiel ein drittes Mal beifügte. Yoshi’s Island beinhaltet selbst einige Minispiele, diese hingegen können nur allein gespielt werden, obwohl sie durchaus für mehrere Spieler geeignet wären. Auch dies kann Harris nicht nachvollziehen und äußert sich daher enttäuscht.
Mit 91 Punkten handelt es sich bei Yoshi’s Island: Super Mario Advance 3 laut metacritic.com um das beste Yoshi-bezogene Videospiel. IGN schätzte es als siebtbestes Spiel für den Game Boy Advance ein. Außerdem ist es das Jump-’n’-Run-Game-Boy-Advance-Spiel, das am vierthäufigsten verkauft wurde. Insgesamt wurden 2,9 Millionen Kopien gekauft, etwa 600.000 in Japan, fast 1,8 Millionen in Amerika und knapp 500.000 in Europa.

### Wiederveröffentlichung
Im Rahmen des sogenannten Botschafter-Programms, bei dem Erstkäufer des Nintendo-Handhelds 3DS wegen dessen Preisreduzierung um ein Drittel Mitte August 2011 entschädigt werden sollen, indem ihnen 20 NES- und GBA-Spiele umsonst zur Verfügung gestellt werden, erschien am 16. Dezember 2011 Yoshi’s Island: Super Mario Advance 3 umsonst für den eShop.

## Super Mario Advance 4: Super Mario Bros. 3

### Handlung und Spielprinzip
- → Hauptartikel: „Hintergrundgeschichte“ im Artikel Super Mario Bros. 3
- → Hauptartikel: „Spielbeschreibung“ im Artikel Super Mario Bros. 3

Super Mario Bros. 3 wurde, genau wie Super Mario Bros. 2, bereits in Super Mario All-Stars neuaufgelegt. Diese Neuveröffentlichung im Rahmen der Super-Mario-Advance-Reihe basiert folglich auf der SNES-Version des Spiels. Wie auch in Super Mario Advance und Super Mario Advance 2 steht dem Spieler zusätzlich Luigi zur Auswahl. Luigi läuft langsamer als Mario, springt aber höher und weiter und ist somit schwieriger zu kontrollieren. Auch in dieser Neuauflage wurden den Charakteren Stimmen verliehen.
Super Mario Advance 4 unterstützt – teilweise – den Nintendo e-Reader: Verwendet man ein zweites Game-Boy-Advance-System, den e-Reader und ein Link-Kabel, so können die Inhalte von speziellen Karten gelesen werden. Dafür gibt es drei entsprechende Karten; einmal Demo-Karten, durch die der Spieler Demo-Videos freischaltet, in denen man spezielle Tricks für das Spiel erlernt; Item-Karten, mit denen der Spieler Gegenstände im Spiel erhält; Level-Karten, mit denen extra hierfür entwickelte Level zugänglich werden. Auf den Level-Karten befinden sich dabei Informationen, nach denen die Level erstellt werden. Dafür werden die bereits im Spiel verfügbaren Elemente neu zusammengesetzt. Auf dem Spielmodul lassen sich bis zu 32 dieser e-Reader-Level abspeichern.
Eine weitere neue Funktion in Super Mario Advance 4 ist, dass das Durchspielen eines Levels abgespeichert werden kann, so dass der Spieler sich also nachher ansehen kann, wie er den Charakter durch den Level geführt hat. Bis zu zwei solcher Filme lassen sich speichern. Beim Ansehen lassen sie sich nicht vorspulen.

### Kritik
Zwar basiert Super Mario Advance 4 auf der All-Stars-Version und spielt sich infolgedessen genauso, sieht fast genauso aus und liegt vom Ton her fast auf gleicher Höhe, ist aber laut IGN dank der Neuerung des e-Readers das beste Spiel der Reihe. Es erhielt 9,5 von 10 Punkten. Zu der erneuten Mario-Bros.-Beilage schrieb IGN: „Though we've ragged on Nintendo for adding this game on the previous two Mario Advance titles, at this point we're just going to let it slide without any commentary.“
Mit 94 Punkten ist Super Mario Advance 4: Super Mario Bros. 3 bei metacritic.com das zweitbeste Mario-Spiel mit Stand 2010. IGN stufte es als das elftbeste Game-Boy-Advance-Spiel ein. Weltweit gingen 5,2 Millionen Kopien über die Ladentheke, ungefähr 840.000 in Japan, 3 Millionen in Amerika und 1,4 Millionen in Europa, was das Spiel zum drittmeistverkauften Videospiel vom Genre Jump ’n’ Run für den Game Boy Advance macht.